# 四个自信
“四个自信”，即“中国特色社会主义道路自信、理论自信、制度自信、文化自信”，由中国共产党中央委员会总书记习近平在2016年7月1日“庆祝中国共产党成立95周年大会”上提出，是从中共十八大提出的中国特色社会主义“三个自信”发展而来的论述。

## 历史
“三个自信”即“道路自信、理论自信、制度自信”，是2012年11月时任中共中央总书记胡锦涛在中共十八大报告中提出的政治概念。自2014年開始，习近平提出在“三个自信”的基础上加入了“文化自信”，形成了“四个自信”，並在2016年7月1日“庆祝中国共产党成立95周年大会”上正式明確提出。
2017年10月，中共十九大将“坚定道路自信、理论自信、制度自信、文化自信”寫入了党章，也在“开辟了中国特色社会主义道路，形成了中国特色社会主义理论体系，确立了中国特色社会主义制度”后，加入了“发展了中国特色社会主义文化”。中共十九届四中全会《中共中央關於堅持和完善中國特色社會主義制度、推進國家治理體系和治理能力現代化若干重大問題的決定》在全面阐述中国国家制度和国家治理体系13个方面显著优势后，指出：“这些显著优势，是我们坚定中国特色社会主义道路自信、理论自信、制度自信、文化自信的基本依据。”
2019年10月25日，中共中央颁发《中国共产党党校（行政学院）工作条例》，當中提到須「增强『四个意识』、坚定『四个自信』、做到『两个维护』」。

## 理论
中国共产党称，中国国家制度和国家治理体系是以马克思主义为指导、具有深厚中华文化根基，在中国共产党和中国人民独特的实践中形成的，深得人民拥护。推进制度建设，需要研究和借鉴国外制度文明的有益成果，但不能脱离中国的基本国情和历史文化照抄照搬外国的制度模式。
中国共产党称，中国的国家制度和国家治理体系具有显著优势，是“四个自信”的基本依据。根据中共十九届四中全会《决定》，中国国家制度和国家治理体系在13个方面具有显著优势，包括：坚持党的集中统一领导，坚持党的理论、保持政治稳定；坚持全国一盘棋、调动各方面积极性、集中力量办大事；坚持改革创新、与时俱进；坚持人民当家作主，发展人民民主，密切联系群众；坚持依法治国，建设社会主义法治，保障社会公平正义和人民权利；坚持各民族一律平等，铸造中华民族共同体；坚持公有制为主体、多种所有制经济共同发展，按劳分配为主体、多种分配方式并存，把社会主义制度和市场经济有机结合起来，不断解放和发展社会生产力；坚持共同的理想信念、价值理念、道德观念；不断保障和改善民生、增进人民福祉，走共同富裕道路；坚持党指挥枪，确保人民军队绝对忠诚于党和人民；坚持“一国两制”，保持香港、澳门长期繁荣稳定，促进祖国和平统一；坚持独立自主和对外开放相统一，积极参与全球治理，为构建人类命运共同体不断作出贡献。
中国共产党称，中国经济的快速发展和社会长期稳定，彰显了中国国家制度和国家治理体系显著优势：
- 中国经济的快速发展：新中国成立70多年来特别是改革开放以来，中国创造了世所罕见的经济快速发展奇迹，用几十年时间走完了发达国家几百年走过的工业化进程，成为世界第二大经济体、第一制造大国和货物贸易大国、第一外汇储备大国，经济实力、科技实力、国防实力、综合国力进入世界前列。形成了全球规模最大、最具成长性的中等收入群体。人民群众的就业、教育、医疗、住房、养老、社会保障等民生福祉持续改善。[18]
- 中国社会长期稳定：长期保持社会和谐稳定、人民安居乐业，成为“国际社会公认的最有安全感的国家之一。”[18]

中国共产党称，中国抗击新冠肺炎的表现，展现中国高效动员力组织力协调力，体现了中国国家治理能力的巨大优越性和中国共产党领导制度的强大优势。 新冠病毒引起的疫情开始后，党中央迅速做出决策，展开了包括患者救治、科研攻关、物资保障、舆论引导、交通管制、社会隔离等全方位的工作，同时还要统筹疫情防控和经济社会发展、国内防控疫情和国际合作等工作。
中国共产党文章指出，抗击新冠肺炎显示了中国的两个制度优势：
1. 中国共产党可以对一切工作实行全面领导。党中央按照民主集中制的原则，对各级党委和政府实行统一指挥和调度。党委可以总揽全局、协调各方，包括协调人大、政府、政协等同级机构，能够全面动员人力、全方位调度资源。从中央到地方、再到基层包括企业、乡村、社区、学校、社会组织，都有党组织和健全的组织系统。
2. 中国的国家结构形式实行的是单一制。国务院联防联控机制可以根据中央部署，对地方政府提出防控疫情具体指示。包括可以要求各地地方政府派出医疗队、提供医疗设备驰援武汉和湖北其他地区。像中国各省医疗队对口支援湖北，相比于海外的疫情，中国共产党认为这只有中国的全国一盘棋、集中力量办大事的举国体制下才能做到。

中国共产党称，中国学者要构建中国自己的学术体系和话语体系，向国际社会诠释中国经验、贡献中国智慧，体现中国学者的学术担当和学术造诣。